# Ninian (rivière)
Le Ninian (59,6 km) est une rivière de Bretagne, affluent de l'Oust.

## Toponymie
Le nom de la rivière pourrait venir du féminin Niniane qui était l'un des différents noms donnés à la fée Viviane à l'époque du roi Arthur

## Cours
Le Ninian prend sa source à Laurenan dans les landes du Menez en Côtes-d'Armor. Il prend une direction sud-sud-ouest, puis sud-est à partir de La Trinité-Porhoët. Il marque sur une dizaine de kilomètres la limite entre les Côtes-d'Armor et le Morbihan. Il arrose la ville de La Trinité-Porhoët. Il conflue dans l'Oust à proximité de Montertelot.

## Affluents
- Le Trelan se jette en rive gauche à Mohon.
- Le Léverin se jette en rive gauche à Taupont.
- L'Yvel, son affluent principal, se jette en rive gauche à Ploërmel.
- Le Guerfo

## Départements et villes traversées
- Côtes-d'Armor : Laurenan, Coëtlogon, Plumieux
- Morbihan : La Trinité-Porhoët, Mohon, Taupont, Ploërmel